# トロイア戦争にかかわる伝説
トロイア戦争にかかわる伝説（トロイアせんそうにかかわるでんせつ）では、トロイア戦争にかかわる伝説について記す。

## 登場人物

### アカイア勢
- 大アイアース
- 小アイアース
- アキレウス
- アガメムノーン
- アンティロコス
- イードメネウス
- オデュッセウス
- カルカース
- シノーン
- ディオメーデース
- アスカラポス
- イアルメノス
- テルシーテース
- パラメーデース
- パトロクロス
- ピロクテーテース
- プローテシラーオス
- ネストール
- メネラーオス
- マカーオーン

#### 関連人物
- アイギストス
- アトレウス
- イーピゲネイア
- エーレクトラー
- オレステース
- クリュタイムネーストラー
- タンタロス
- テラモーン
- テーレマコス
- テューデウス
- テュエステース
- ピュラデース
- ブリーセーイス
- ペロプス
- ポイアース

#### 関連する神々
- アテーナー
- テティス
- ヘーラー
- ポセイドーン

### トロイア勢
- アイネイアース
- アステュアナクス（スカマンドリオス）
- アンドロマケー
- エウリュピュロス
- カッサンドラー
- サルペードーン
- ドローン (ギリシア神話)
- ヘクトール
- パリス（アレクサンドロス）
- ヘレネー
- プリアモス（ポダルケース）
- ヘレノース
- ペンテシレイア
- メムノーン
- ラーオコーン

#### 関連人物
- トロース
- イーロス
- アッサラコス
- ガニュメーデース

#### 関連する神々
- アレース
- アプロディーテー
- アポローン
- アルテミス

### その他
- ヘーラクレース
- クリューセーイス
- クリューセース

## 前史
- ガニュメーデスがゼウスにさらわれる。
- アポローンとポセイドーンがイーリオンを作る。
- ヘーラクレースがトロイアを陥落する。
- パリスが誕生するが捨てられる。
- エーオースとティートーノスの婚姻により、メムノーンが誕生する。
- メネラーオスとヘレネーが結婚する。

## 前史（その他関連）
- テーバイ攻めの七将
- エピゴノイ
- アトレウスとテュエステースの争い

## トロイア戦争に至るまでの経過
- ペーレウスとテティスの婚姻と黄金の林檎
- パリスの審判
- パリスがヘレネーを連れ去る

## トロイア戦争I（『イーリアス』以前）
- アウリスにアカイア勢が集結
- パラメーデース
- タウリスのイーピゲネイア
- テーレポス
- 雲のヘレネー
- ピロクテーテースを置き去りにする。
- プローテシラーオスの死

## トロイア戦争II（『イーリアス』）
- 第一歌 - 悪疫、アキレウスの怒り。
- 第二歌 - 夢、アガメムノーン軍の士気を試す、ボイオーティアまたは「軍船の表」。
- 第三歌 - 休戦の誓い。城壁からの物見。パリスとメネラーオスの一騎討ち。
- 第四歌 - 契約破棄。アガメムノーンの閲兵。
- 第五歌 - ディオメーデース奮戦す。
- 第六歌 - ヘクトールとアンドロマケーの語らい。
- 第七歌 - ヘクトールとアイアースの一騎討ち。死体収容。
- 第八歌 - 尻切れ合戦
- 第九歌 - 使節行。和解の嘆願。
- 第十歌 - ドローンの巻
- 第十一歌 - アガメムノーン奮戦す。
- 第十二歌 - 防壁をめぐる戦い。
- 第十三歌 - 船陣脇の戦い
- 第十四歌 - ゼウス騙し
- 第十五歌 - 船陣からの反撃
- 第十六歌 - パトロクロスの巻
- 第十七歌 - メネラーオス奮戦す
- 第十八歌 - 武具作りの巻
- 第十九歌 - アキレウス、怒りを収める
- 第二十歌 - 神々の戦い
- 第二十一歌 - 河畔の戦い
- 第二十二歌 - ヘクトールの死
- 第二十三歌 - パトロクロスの葬送競技
- 第二十四歌 - ヘクトールの遺体引き取り

## トロイア戦争III（『イーリアス』以後）
この『イーリアス』以後の章は3世紀頃小アジアのスミュルナで活躍した詩人クィントスによる『トロイア戦記』の要約である。クィントスは自分のこの書物に特にタイトルをつけていなかったので、この書物はギリシア語で『タ・メタ・トン・ホメーロン』（ホメーロスの続き）、ラテン語で『ポスト・ホメリカ』（ホメーロス以後）と呼ばれた。主な内容は、ペンテシレイアの物語、メムノーンの物語、アキレウスの死、アイアースの死、エウリュピュロスの参戦、ネオプトレモスの参戦、ピロクテーテースの参戦、パリスの死、木馬の計略、トロイアの陥落である。
『タ・メタ・トン・ホメーロン』には『イーリアス』以後トロイアが陥落するまでの代表的な物語をほとんど収めているが、ヘレノスがトロイア陥落のための予言をした事についてのみは例外的に触れられていない。このため我々はこのヘレノスに関する物語のみは他の書籍を参考した。
（この章の作成には、松田治による『タ・メタ・トン・ホメーロン』の日本語訳『トロイア戦記　講談社学術文庫』を参考にした）。

### ペンテシレイアの死
ヘクトール亡き後、アマゾーンの女王ペンテシレイアがトロイアー勢の援軍としてきた。
ペンテシレイアはアレースの娘でヒッポリュテーの姉でもある。
ペンテシレイアはアキレウスの強さを知らなかったため、トロイアーについたペンテシレイアはトロイアー勢に、アキレウスを倒してアカイア勢の船団に火をつけることを約束した。
しかしアンドロマケーは夫であるヘクトールを殺された事でアキレウスの強さを知っていたため、ペンテシレイアの事を思慮の足りない女性であると思うだけであった。
戦場に出たペンテシレイアは、名高いアキレウスやディオメーデースと戦うため、アカイアの雑兵を幾人も殺しながら戦場を駆け巡った。
ペンテシレイアが奮戦する様子をみたトロイアーの女性達は、ペンテシレイアに倣って戦いに赴こうと武装した。
しかしアンテーノールの思慮深い妻テアーノーが彼女達を止めたので事無きを得た。
戦場を駆け巡るうちにペンテシレイアはついにアキレウスと大アイアースの二人に出会った。
ペンテシレイアは二人に挑発の言葉を投げかけたものの、ペンテシレイアの放言にアカイア勢は嘲笑するだけであった。
ペンテシレイアは二人に戦いを挑み、まずアイアースに槍を投げたが、槍はアイアースの脛当てを貫くにとどまった。
槍が無駄になった事を悔しがるペンテシレイア。アキレウスはペンテシレイアに一騎討ちを挑み、彼女の胸を傷つけた。ペンテシレイアは動揺し、アキレウスに命乞いすることも考えたがアキレウスはその隙を与えず、ペンテシレイアをその乗馬ごとケイローンから譲り受けた槍で貫いた。
ペンテシレイアが死ぬとアキレウスは死者を嬲ろうとまずペンテシレイアの兜を剥いだ。
兜の下から現われたペンテシレイアの顔があまりに美しかったため、アキレウスはペンテシレイアを殺した事を後悔し、苦悶した。
アキレウスが懊悩する様子を見たテルシーテースは、アキレウスを嘲笑した。
これにアキレウスは激怒し、アキレウスはテルシーテースを殴り殺した。
テルシーテースはアカイア勢に嫌われていたため、アカイア人達はテルシーテースの死をむしろ喜んだが、テルシーテースと血縁関係にあるディオメーデースのみはアキレウスに対し
立腹した。しかしアカイアの兵士達が彼をなだめたため大事には至らなかった。
アガメムノーンとメネラーオスが高貴なペンテシレイアに称賛の意を覚えたため、二人はトロイアー人達に彼女の遺体を引き取る事を許可した。
ペンテシレイアの死を知ったトロイアー人達は、彼女の死を嘆き、彼女の死体に宝石を乗せて遺体を火で燃やした。
そして裕福なラーオメドーンの墓に彼女を共に埋葬した。

### メムノーンの死（『小イーリアス』）
メムノーンの参戦
ペンテシレイアの死後、メムノーンが自国の兵を連れ、トロイアー側に加勢しに来た。メムノーンは貴公子ティートーノスを父とし、曙の女神エーオースを母に持つエチオピアの王である。彼は早朝に戦場へと向かった。
メムノーン、アンティロコスを仕留める
戦いに赴いたメムノーンは、ネストールの子である槍の名手アンティロコスと戦った。アンティロコスはまずメムノーンに槍を投げたが、メムノーンが避けたため槍は彼には当たらず、槍は彼の親友アイトプスを殺した。親友を殺され激怒したメムノーンはアンティロコスに襲い掛かった。アンティロコスは大石でメムノーンの頭蓋を殴り反撃したものの、兜に守られたメムノーンを殺すには至らなかった。アンティロコスの攻撃に耐えたメムノーンは獰猛な獅子が猪を襲うかのようにアンティロコスに襲い掛かり、槍で心臓を貫いてアンティロコスを殺した。
トラシュメーデース、メムノーンに迫る。
これの様子を見たネストールは悲観にくれ、アンティロコスの弟であるトラシュメーデースにメムノーンを殺すべく檄を飛ばした。トラシュメーデースは家来であるペーレウス（アキレウスの父とは別人）を連れ、共にメムノーンへと向かった。二人はトロイアーの軍兵を殺し、メムノーンに迫ったが、メムノーンは自分のほうが二人より遥かに優れている事を確信していたため、あわてる様子もなくアンティロコスの死体から武具を外していた。メムノーンとの力の差を思い知り、二人は戦意を喪失した。
メムノーン、老ネストールを諌める
メムノーンは自分の父ティートーノスと同じ年頃である老ネストールに哀れをもよおし、ネストールを諌め、退却するよう促した。我が子アンティロコスを殺されたネストールはメムノーンに毒ついたものの、老いた自分がメムノーンに勝てるはずもないため、トラシュメーデースおよびペーレウスと共にメムノーンの元を去っていった。
アキレウスとメムノーンの激突
アンティロコスの武具を奪ったメムノーンはアカイア勢へと迫り、多くの雑兵を殺した。その間、メムノーンの元から逃げ帰ったネストールはアキレウスに、メムノーンを倒し、アンティロコスの死体と武具とを奪い返すように頼んだ。アンティロコスや他のアカイア勢の死に憤激したアキレウスはメムノーンへと迫った。対峙したアキレウスとメムノーンとはまず激しい舌戦を繰り広げた後、戦い始めた。
二人の戦いは、エリス（不和女神）、血に飢えたケール（死神）、邪悪なオレトロス（同じく死神）を楽しませるのみならず、天上の神々の注目をも集めた。
メムノーンの死
激突する両雄を見る神々の中でも二人の母、テティスとエーオースの恐れは並大抵のものではなかった。二神はオリュンポスに上り、大神ゼウスの元に我が子のため命乞いをした。二柱の神の嘆願に当惑したゼウスは、アキレウスとメムノーンとの二人の運命を天秤にかけた所、メムノーンの皿が沈んだ。こうして二人の生死は決定された。アキレウスはメムノーンに黒い剣を突き刺し、心臓をえぐった。メムノーンが黒い血の海に倒れると、エエオスが雲に隠れて嘆いたため、天が闇に覆われた。神々がメムノーンの血を集め、イーデー山の尾根にパープラゴネイオス川を作った。この川は毎年メムノーンが死した日が来るたびに血の色に染まり、耐え難い匂いを発する。

### アキレウスの最後
アキレウスの死
アンティロコスの死に激こうし続けるアキレウスは、町の近くまでトロイアー兵を殺すべく追いかけ、大地が至るところ血にそまるほど多くの兵士を殺した。
アキレウスがトロイアー兵を屠り殺す様子に憤りを感じたポイボス・アポローンは、アキレウスに声をかけ、戦場を離れるようにいった。しかしアキレウスはこのアポローンの忠告を省みないばかりか、逆にアポローンに遠くに退くよう言い、なおもトロイアー兵を追廻して殲滅し続けた。
この様子に怒りに駆られた遠矢の神アポローンは、パリス（アレクサンドロス）に力を貸し、弓でもってアキレウスを射た。矢がアキレウスの踵に当たると、たちまち苦痛が心臓まで達し、アキレウスはその場に倒れた。
（注：伝によってはアキレウスは不死身であると伝えられているが、この伝では踵がアキレウスの唯一の弱点である。アキレウスを射たのはアポローン、パリスふた通りの伝承がある）
アキレウスは激痛を堪え、なおもトロイアー兵を屠り続けた後、ついに死んだ。死ぬ直前までのアキレウスの戦いぶりがあまりに凄まじかったため、トロイアー兵は誰一人としてアキレウスの異変に気づかなかったという。
遺体の争奪、グラウコスの死
アキレウスが死ぬとアカイア、トロイアー両勢の間で遺体争奪の戦いが起こった。大アイアースはアキレウスの死体を守るべく槍で敵兵を追い払い死体を守ろうと、グラウコスの親友エリュマースをはじめ多くの者を殺した。親友を殺されたグラウコスはアイアースへと踊りかかり、槍でアイアースの盾を突いたが、幾層もの牛の皮でできた盾を貫くには至らず、大アイアースの攻撃で討ち死にした。
アイアースはさらにアイネイアースとパリスとを傷つけ、オデュッセウスの援護のもと、アキレウスの死体を兵船の前の天幕まで連れ帰った。
埋葬
アキレウスの死体を前に、アカイアの将達は様々に追悼を述べた。そして亡骸を大釜に入った湯でテティスがアキレウスに送った真紅の服を遺体に着せた。トリトーゲネイア・アテーナーはアキレウスに哀れをもよおし、アキレウスの死体にアンブロシアをかけた。アンブロシアには死体をいつまでも若く保つ効果があるという。さらにアテーナーはアキレウスの盾を、パトロクロスのために嚇怒した文様の恐ろしげなものに変えた。遺体があまりに生きているときさながらだったのでアカイアー勢は皆度肝を抜かれたという。アカイアー勢達は遺体の上に薪を積み上げ、火をつけた。テティスはアキレウスを火の中から運び去って、「レウケーの島」あるいは「至福者の島」に置いたと言う。
葬送競技

### 大アイアースの死
アキレウスの武具の分配
アキレウスの葬送競技が一通り終わるとテティスは、生前アキレウスが使っていた武具をアカイア人達の真ん中に置いた。そしてテティスは、アキレウスの遺体の争奪戦で最も活躍した者にこの武具を与えるので、我こそはと思うものは自ら名乗りでるようアカイア人達に言った。
するとアカイア人達の中から大アイアースとオデュッセウスの二人が名乗り出た。そして二人は自分達のいずれが最も活躍したのかの裁定を、イードメネウス、ネストール、アガメムノーンの三人に委ねた。
しかしながら裁定を委ねられた三人は、裁定を行う事を恐れた。なぜなら選ばれなかった一方が彼らに激怒し、そのために何らかの破局を迎えるであろう事は容易に想像されたからである。
そこでネストールは自分達で裁定を行う代わりに捕虜のトロイア兵達にいずれが遺体争奪戦の際彼らを苦しめたのかを述べさせる事で、アイアース、オデュッセウスのどちらが最も活躍したのかを決定する、という裁定方法を提案した。イードメネウスとアガメムノーンは自分達で裁定を行うのを避ようとこれに同意したので、捕虜達に活躍したのがどちらかを決定させる事に決まった。
評議のため捕虜のトロイア兵達が座の中央につれて来られ、自分こそアカイア勢の中で最も強いのだと信じるアイアースとオデュウセウスが互いに罵り合う中で、裁定が行われた。アイアースが舌戦でオデュッセウスにかなうはずもなく、オデュッセウスの言う意見にトロイア兵達は賛同し、彼らは全員、異口同音にオデュッセウスこそアキレウスの武具にふさわしい人物だと述べた。この勝利にオデュッセウスは一人酔いしれたが、残りのアカイア勢達はうめき声をあげた。なぜなら負けたアイアースの怒りが恐ろしかったからである。
アイアースの夜襲
逆上したアイアースは、アカイアの将達を殺すべく、するどい剣を手に持ち、夜の闇に紛れ彼らの船団へと向かった。しかしトリトーニス・アテーネーが彼を狂わせたため、アイアースはそばにいた羊達をアカイア勢だと思ってしまった。狂えるアイアースはただ一人、逃げ惑う羊達を剣で一匹また一匹と斬りつけて殺していった。ギリシア勢に無常な定めを投げ与えたつもりになって。アガメムノーンを殺し、メネラーオスを殺し、将という将を殺したかのように錯覚したアイアースは、死に絶える羊達の屍を超えて一頭の羊へと向かい、そしてオデュッセウスだと誤解したその羊を惨殺した。羊が血溜りの中に倒れると、勝ち誇ったアイアースは満足げに死体を見て、頬にぞっとする笑いを浮かべて羊の死体に嘲笑の言葉を浴びせた。
アイアースの自殺
我に返ったアイアースは、目の前一面に羊達の屍骸が転がっているのを見て茫然とした。神が仕掛けた罠に気づいたアイアースは、体から力という力が抜け落ちてその場に崩れた。そしてヘクトールとの一騎討ちの後、彼と交換して譲り受けた剣で、自らの首を貫き、砂埃の中に倒れた。
アカイア人達はアイアースを見つけたが、彼が倒れるまでは恐れをなして誰一人彼の元へと歩み寄る事はしなかった。アイアースが倒れると、彼らは死体の周りでうつ伏せになって倒れ付し、自らの頭にかけられるだけの砂という砂をかけながら号泣した。中でもアイアースの異母兄弟であるテウクロスと、アイアースの妻であるテクメーッサの嘆きは大きかった。二人は死体にむしゃぶりつき、涙を流しながら悲しみの悲鳴をあげるのだった。
オデュッセウスやアガメムノーンを始めとしたアカイアの将達は、アイアースに対する処遇を後悔し、彼らは死体を埋葬した。しかしアガメムノーンはアイアースの死体を焼く事だけは許さなかった。このためイーリオンで死んだ者達の中で彼だけが棺に収められる事になった。アイアースの死体はロイティオンに埋葬された。

### エウリュピュロスの参戦
ヘーラクレースの孫にあたるエウリュピュロスがトロイア側に加勢するため現われた。
マカーオーンの死
参戦したエウリュピュロスは、アカイアの雑兵を次々と殺し、そしてニーレウスと、アスクレーピオスの子マカーオーンを殺した。二人の死に気づいたテウクロスがアカイア勢に檄を飛ばすと、殺された二人の死体を巡って両軍の間に戦いが起こった。マカーオーンの弟ポダレイリオス達の活躍により二人の死体を回収する事に成功した。

### ヘレノスを捕らえ、イーリオン陥落の条件を聞き出す。
カルカースは、イーリオンを陥落させるための条件をヘレノスが知っている事を予言した。
この頃プリアモスの子である予言者ヘレノスは、10年にわたる戦争に倦んだため山中に隠れ、戦争を避けようとしていた。
しかしカルカースの助けを借りたオデュッセウスがいち早くこれを察知し、ヘレノスを捕らえてイーリオンを陥落させる方法を詰問した。
するとヘレノスは、イーリオンを陥落させるために必要な三つの条件を言った。
その三つとは、ヘーラクレースの弓を手に入れる事、アキレウスの子ネオプトレモスが参戦する事、イーリオンからパラディオンを奪還する事であった。
（注：アポロドーロスの『ビブリオテーケー』では、ヘーラクレースの弓を手に入れるという条件の代わりにペロプスの骨をギリシアから持ってくる事を挙げている）。
ネオプトレモスの参戦理由についてクィントスは普通知られている伝説とは異なるものを紹介している。普通に知られている伝説は、ヘレノースの予言によりトロイアを陥落させるためにネオプトレモスの参戦が必須であったため、ネオプトレモスが参戦する。しかしクィントスはこの説を採っていない。クィントスの『タ・メタ・トン・ホメーロン』では、ネオプトレモスを参戦させるよう提案したのはカルカースである。『タ・メタ・トン・ホメーロン』でカルカースはネオプトレモスを参戦させる理由として、「彼は我々全員に大いなる光をもたらすはずだ」と述べている。しかしネオプトレモスの参戦がトロイアを陥落させるために必須である、とまではいっていない。
ピロクテーテースの参戦は、クィントスにとってもトロイアを陥落のための条件の一つである。「悲痛な戦闘に熟達したピロクテーテースがギリシアの軍団に参戦する前に、イーリオンの都が倒されるのは、運命の望むところではなかった」（松田治訳）事をカルカースが鳥の飛び方を見て知り、内臓占いで確認する。

### ネオプトレモスの参戦
アカイア勢が勝利する三つの神託の一つであるネオプトレモス＝ピュロスは、アキレウスの死後にトロイア戦争への参戦を求められる。母デーイダメイアの反対を理由に従軍を拒否していたピュロスは、それでも食い下がるオデュッセウスらに「メネラーオスとヘレネーの娘ヘルミオネーと結婚させてくれるならば」という条件を提示する。これは断られる事を見越しての要求であったが、メネラーオスが承諾したため、ピュロスはしかたなく従軍に同意する。オデュッセウスから父の武具を引き継いだピュロスは義理の祖父ポイニクスより「ネオプトレモス（新しき戦士）」の名を授かり、トロイア勢との戦いで父に負けないほどの活躍を見せる。
しかしヘルミオネーは従兄であるオレステースと婚約していたため、彼女を略奪したことがネオプトレモスの死を招くことになる。

### ピロクテーテースの参戦
トロイアーへと向かう途中、彼らはレームノス島へと立ち寄り、ピロクテーテースからヘーラクレースの弓を得ようとした。
ピロクテーテースにはアカイア人達にレームノスに置き去りにされて以来、ヘーラクレースの弓で捕らえた鳥獣を食べて生きながらえていた。
置き去りにされた恨みがあるピロクテーテースがアカイア人達に快くヘーラクレースの弓を渡すとは思えなかったため、オデュッセウスは策を弄して弓を奪おうと考えた。
オデュッセウスは彼らの中で唯一ピロクテーテースと面識のないネオプトレモスをピロクテーテースの元へと派遣し、隙を見て弓を奪おうと企んだ。
しかしネオプトレモスはオデュッセウスと共に弓を奪おうと奸計を弄しているうちに、自らの企みを恥じたため、弓を奪おうとするオデュッセウスにむしろ抵抗をした。
しかし、突如現われたヘーラクレースの霊魂がピロクテーテースにトロイアー戦争への参戦を命じたため、ピロクテーテースはヘーラクレースの弓を持ってトロイアーへと向かった。

### パラディオン奪還
トロイアーに到着した後オデュッセウスはパラディオンを奪還するため、ディオメーデースと共に闇に乗じてイーリオンへと潜入した。
オデュッセウスは、ディオメーデースの肩車で、予め見つけておいた低みから城壁を越えてイーリオンへと侵入した。
オデュッセウスは乞食に姿をやつして、予め内通していたヘレネーに会い、ヘレネーの導きでパラディオンのあるアテーナー女神の神殿を目指した。
プリアモスは偽のパラディオンを幾つも作り、パラディオンを奪われるのを阻止しようとしていたが、オデュッセウスはヘレネーから真のパラディオンがどれであるかを知り、パラディオンを持ち帰った。
（注：別伝では、後に小アイアースがアテーナー女神の神殿でカッサンドラーを犯した時パラディオンが未だ神殿にあった事になっている）

### パリスの死
ギリシア勢の陣地につれてこられたピロクテーテースは、アスクレーピオスの子ポダレイリオスの治療を受け、戦闘ができるところまで復活した。ヘーラクレースの鎧を身にまとって出陣したピロクテーテースは、城壁の上から放たれたパリスの弓矢を紙一重でかわすと、ヒドラの毒を塗ったヘーラクレースの弓矢で逆にパリスを射抜く。瀕死の重傷を負ったパリスは、退いてイーデー山に行き、かつての妻オイノーネーに傷の治療を求めるが拒絶され、イーリオスに戻る途中で死んでしまった。オイノーネーは後悔してパリスに追いつこうとするが、すでに死んでしまった後だったので、自殺して果てたという。

### 木馬の計略
難攻不落のイーリオン城門を突破するため、オデュッセイアの練った計略にしたがってエペイオスは巨大な木馬を建造した。アカイア軍はオデュッセウスらが乗り込んだ木馬と、トロイア軍に顔の知られていないシノーンを残して近隣のテネドス島へ撤退する。
（注：木馬建造の理由が、アカイア軍が勝利するための三つの神託のうち最後の一つ「イーリオンの城門が壊される」を実現するためとされている伝承も存在する）
翌朝になってアカイア軍が消えたことに気づいたトロイア軍はシノーンを捉えて詰問するが、シノーンによって「アカイア軍は逃げた。この像はアテナの怒りを鎮めるためのもので、巨大なのはトロイアに木馬が運び込まれたらアカイアが負けると預言されたからだ」と欺かれ、カッサンドラーの警告を無視して自らの手で門を壊し、木馬を運び込んでしまう。

### イーリオンの陥落
夜半、戦勝の祝宴によってトロイア人が酔い潰れた頃を見計らって木馬から抜けだしたオデュッセウスらは、松明で合図を出し、待機していた味方を呼び寄せる。イーリオンへ侵攻したアカイア軍は市内で暴れまわり、一方的な虐殺と略奪が繰り広げられた。
メネラーオスはデーイポボスを殺してヘレネーを奪い返し、小アイアスはアテーナーの神殿でカッサンドラーを強姦して神の怒りに触れ、カッサンドラーは略奪品としてアガメムノーンへ献上される。そしてネオプトレモスがヘクトルの子である王子アステュアナクスを城壁から落として殺し、最後にトロイア王プリアモスを討ち取ったことでイーリオンは陥落、ここにトロイアは滅亡した。
その後、オデュッセウスの帰国譚『オデュッセイア』、生き延びたアイネイアースが自らの王国を築き上げる『アエネーイス』、アガメムノーンの息子オレステースによる復讐劇『オレステイア』へと伝説は続いていく。

## 『オデュッセイアー』
- 第一歌　神々の会議。女神アテーナー、テーレマコスを激励する
- 第二歌　イタケー人の集会、テーレマコスの旅立ち
- 第三歌　ピュロスにて
- 第四歌　ラケダイモーンにて
- 第五歌　カリュプソーの洞窟。オデュッセウスの筏作り
- 第六歌　オデュッセウス、パイアケース人の国に着く
- 第七歌　オデュッセウス、アルキノオスに対面す
- 第八歌　オデュッセウスとパイアケース人との交歓
- 第九歌　アルキノオス邸でオデュッセウスの語る漂流談
- 第十歌　風神アイオロス、ライストリューゴーン族及びキルケーの物語
- 第十一歌　冥府行
- 第十二歌　セイレーンの誘惑。スキュラとカリュブディス、陽の神ヘーリオスの牛
- 第十三歌　オデュッセウス、パイエケース人の国を発ち、イタケに帰還
- 第十四歌　オデュッセウス、豚飼いのエウマイオスに会う
- 第十五歌　テーレマコス、エウマイオスを訪ねる
- 第十六歌　テーレマコス、乞食（オデュッセウス）の正体を知る
- 第十七歌　テーレマコスの帰館
- 第十八歌　オデュッセウス、イーロスと格闘す
- 第十九歌　オデュッセウスとペーネロペーの出会い、足洗いの場
- 第二十歌　求婚者誅殺前夜のこと
- 第二十一歌　弓の引き競べ
- 第二十二歌　求婚者誅殺
- 第二十三歌　ペーネロペー、乞食（オデュッセウス）の正体を知る
- 第二十四歌　再び冥府の物語。和解

## その他『ノストイ』（帰国物語）等
- 小アイアースの死
- アガメムノーンの死
- エーレクトラー
- オレステースとピュラデース
- 慈みの女神たち
- アンドロマケー
- テレゴネイア